# Гвалтијери Сикамино
Гвалтијери Сикамино (итал. Gualtieri Sicaminò) је насеље у Италији у округу Месина, региону Сицилија.
Према процени из 2011. у насељу је живело 1475 становника. Насеље се налази на надморској висини од 83 м.

## Становништво
| 1936. | 1951. | 1961. | 1971. | 1981. | 1991. | 2001. | 2011. |
| ----- | ----- | ----- | ----- | ----- | ----- | ----- | ----- |
| 3.539 | 3.278 | 3.068 | 2.901 | 2.472 | 2.357 | 2.018 | 1.834 |